# Passenger (álbum)
Passenger é o terceiro álbum da banda japonesa Nico Touches the Walls. Foi lançado no Japão em 6 de abril de 2011, pela Ki/oon Records em duas edições: a limitada com um DVD bônus e a regular com apenas o CD. O álbum conta com o single Diver, tema da 8ª abertura do anime Naruto Shippuden. A canção Matryoshka (em japonês:  マトリョーシカ Matoryōshika) foi usada como tema de abertura do anime C.

## Lançamento e recepção
Produzido por Hajime Okano, Passenger foi lançado em 6 de abril de 2011, em duas edições: a limitada com um DVD bônus incluindo o CD e a regular com apenas o CD de 11 faixas. O DVD apresenta um documentário sobre o álbum e sobre a apresentação da banda no Nippon Budokan.
Alcançou a décima quinta posição nas paradas da Oricon Albums Chart.

## Faixas
Todas as faixas escritas e compostas por Tatsuya Mitsumura, exceto a faixa 9, composta por Shingo Sakakura. 
| N.º            | Título                                 | Duração |  |
| 1.             | "Rodeo" (ロデオ)                       | 4:05    |  |
| 2.             | "Mousou Taiin A" (妄想隊員A)           | 4:19    |  |
| 3.             | "Diver"                                | 4:08    |  |
| 4.             | "Page 1" (ページ1)                     | 4:14    |  |
| 5.             | "Kimi Dake" (君だけ)                   | 5:59    |  |
| 6.             | "Survive"                              | 4:21    |  |
| 7.             | "Yougisha" (容疑者)                    | 5:08    |  |
| 8.             | "Yuujou Sanka" (友情讃歌)              | 4:14    |  |
| 9.             | "Matryoshka" (マトリョーシカ)          | 5:00    |  |
| 10.            | "Sudden Death Game" (サドンデスゲーム) | 5:29    |  |
| 11.            | "Passenger"                            | 7:24    |  |
| Duração total: | Duração total:                         | 54:15   |  |

## Músicos
- Tatsuya Mitsumura (光村龍哉) – vocais, guitarra
- Daisuke Furumura (古村大介) – guitarra
- Shingo Sakakura (坂倉心悟) – baixo
- Shotaro Tsushima (対馬祥太郎) – bateria